# Visserslus

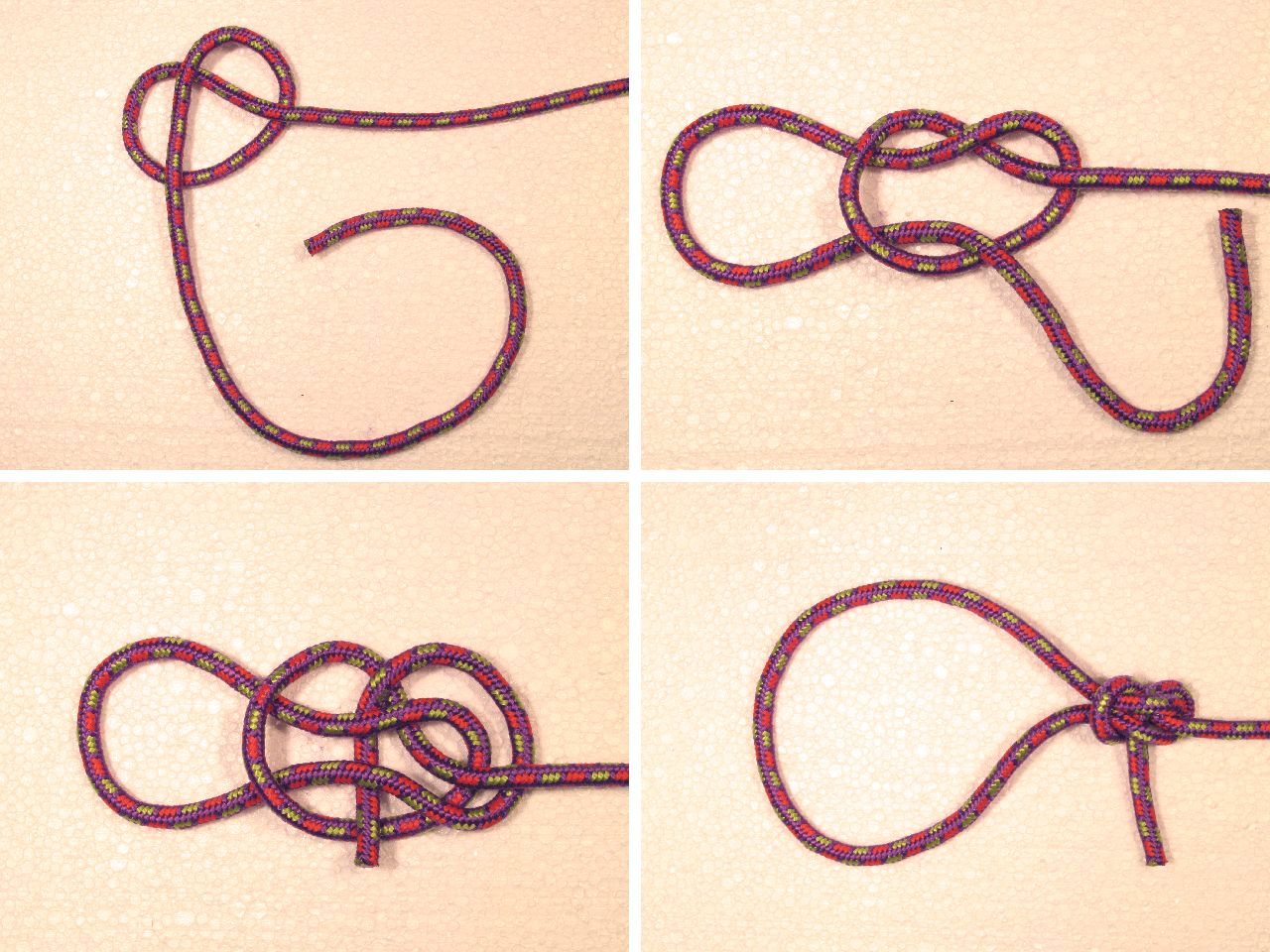
Knooptechniek op basis van de halve steek, waarbij de lus door een ring kan (hier niet getoond). Het plaatje rechtsboven toont de halve steek met lus. Linksonder wordt het werkende eind door de vier parallelle lijnen gevoerd om de lus te blokkeren. Rechtsonder de voltooide knoop.

Een visserslus is een (hengelaars)knoop die sinds de 17de eeuw bekend is. Het is een veilige, vaste lus, zodat hij in tegenstelling tot veel andere knopen gebruikt kan worden in het elastiek voor bungeejumpen. Hij is geschikt voor moderne gladde lijnen, maar in ouderwets, stroef touw is hij moeilijk los te krijgen.

## Ashley
The Ashley Book of Knots beschrijft de visserslus (Angler's Loop) hoofdzakelijk onder nummer 1017. Ashley deelt belangrijke knopen echter op meerdere manieren in en gebruikt dan andere nummers. Hij noemt kenmerken van de visserslus onder de volgende nummers:
- 286: rubriek Beroepsgroepen: vissers. Ashley noemt de visserslus de meest geschikte lus om meerdere vislijnen aan de hoofdlijn te bevestigen.
- 1035: rubriek Knopen met een enkele lus.
- 2067: rubriek Specifieke gebruiksdoelen: om een lus te maken in garen.

Voor lussen in dunne lijnen zoals garen en koord geeft Ashley de voorkeur aan de visserslus boven de paalsteek: de visserslus is even makkelijk te knopen en is weliswaar lastiger los te krijgen, maar hij oogt strakker, de loop is beter en hij is even sterk. N.B.: Met de sterkte van de knoop wordt de breeksterkte van de geknoopte lijn bedoeld.

## Leggen en losmaken
In zacht, elastisch of stroef koord wordt de knoop pas stevig als hij goed gemasseerd is, waarbij de einden en de lus meermaals aangetrokken zijn. Dit geldt overigens bij veel knopen.
Er bestaan ettelijke manieren om deze knoop te leggen. Bij de werkwijze die Ashley beschrijft, wordt de visserslus gelegd in de bocht, dus zonder dat een vrij eind nodig is. Hij kan dus gelegd worden in een koord dat aan twee ogen hangt. Doordat bij deze techniek alleen de duimen en de handen nodig zijn, kan de knoop met handschoenen en zelfs met gewatteerde wanten gelegd worden.
Als de lus echter door een ring moet lopen, is knopen in de bocht niet mogelijk. Het knopen moet dan beginnen met een halve steek met lus. In dat geval is gehandschoend knopen lastiger, omdat het werkende eind tussen vier lijnen doorgehaald moet worden. Een voordeel van beginnen met een halve steek is, dat de grootte van de lus gemakkelijker aangepast kan worden tijdens het knopen.
De lus is los te maken door de boog die over de basis van de lus loopt naar het eind van de lus te verschuiven. Het kan helpen om tegelijk wat te wrikken met de lus. De ene auteur vindt het vrij lastig om deze knoop los te krijgen, de ander spreekt dit tegen en stelt dat de visserslus makkelijker te lossen is dan veel andere vissersknopen. Ashley noemt de knoop ongeschikt voor touw, maar uitsluitend omdat het soms onmogelijk is om de knoop los te krijgen. Dit geldt dan voor het stroeve en onregelmatige touw uit zijn tijd.